# 实体语法系统
实体语法系统是针对生物复杂系统研究而提出的一种形式语法系统，用五元组(VN, VT, F, P, S)表示，其中各项分别为非末端字符集、末端字符集、操作子集、规则集和初始字符。实体语法系统源于诺姆·乔姆斯基的生成语法系统，但其中增加了操作子集F。操作子集合F中的每一个元素表示字符的一种组织方式，字符采用这些组织方式所组成的新的单元称为实体。此实体既可以是具体的物体，也可以是抽象的概念。
在实体语法系统中，当不考虑或者不区分非末端字符与末端字符的时候，实体语法系统可以用四元组(V, F, P, S)表示，其中V是VN、VT的并集。
实体语法系统包含现代结构数学中的公理化方法与一般结构。公理体系由三个部分构成：基本概念（基本对象及基本关系）、公理组、定理及证明。基本概念和公理组构成的公理系统是公理体系的基础部分。公理体系的这种构成则恰好能够由实体语法系统的基本部分反映出来。在实体语法系统 中，V对应公理体系中的基本对象，F对应公理体系中的基本关系，两者合起来为公理体系的基本概念。P则对应公理组，是公理体系中能够用于演绎的基本规则。S对应于利用公理体系进行推导和证明时的初始状态，它可以是作为出发点的基本公理，也可以是作为出发点的基本概念，或者是由基本概念衍生出的具体对象。利用规则P从S开始的推导或证明过程则对应于公理体系中的证明和演绎过程，而所得到的结果，则对应于经过证明的定理。由此可见，实体语法系统体现了数学公理化方法的基本特征。除此之外，实体语法系统还包含了具有一般意义的数学结构。在结构数学中，给集合M赋予了结构S，则形成具有一般意义的数学结构(M, S)。结构数学就是研究这些抽象数学结构的科学。在实体语法系统中，V则是一个基本集合，而F则是赋予V的结构，它用来表示集合V中各元素之间的关系。二元组(V, F)则是具有一般意义的数学结构。实体语法系统则是建立在数学结构(V, F)上的带有公理和定理的数学体系。一套具体化了的实体语法，从本质上讲就是一种数学体系。实体语法系统和结构数学的这一关系，为建立新的数学体系提供了基本的框架。
利用实体语法系统建立新的数学体系，需要如下基本步骤：首先确定V，即此数学体系中的基本对象；第二给出由这些基本对象所组成的基本结构以及这些基本结构之间的相互作用关系，即确定F；第三确定规则P，即数学体系的公理系统。这三部分确定后，一个基本的数学体系已经建立，接下来的工作则是研究这一数学体系的演绎能力，并由此不断发展数学定理。对于某一个领域内的具体研究来说，如果能够在原来研究的基础上，确定正确合理的V, F, P，则就可以借助于实体语法系统的框架将本领域的研究数学化，从而推动本领域的研究向更精确、更严密的方向发展。
从更广泛的角度来讲，实体语法系统为科学理论的建立提供了一种新的思维方式，此思维方式认为，一个领域的科学理论应该能够：
1. 描述系统的基本组成单位或在所研究领域内的基本组成单位；
2. 描述系统及其子系统的结构；
3. 描述系统及其子系统的结构与属性、功能的关系；
4. 描述系统能够发挥作用或发生变化的类型；
5. 在系统当前状态已知的情况下，预测其未来发展。